# Le Bessat
 Le Bessat  es una población y comuna francesa, situada en la región de Auvernia-Ródano-Alpes, departamento de Loira, en el distrito de Saint-Étienne y cantón de Saint-Genest-Malifaux.

## Demografía
| 190 | 192 | 206 | 211 | 250 | 414 |
| Para los censos de 1962 a 1999 la población legal corresponde a la población sin duplicidades (Fuente: INSEE [Consultar]) |     |     |     |     |     |